# Alícia Hernández Martínez
Alícia Hernández Martínez (Barcelona, 20 de febrer de 1961) és una atleta catalana especialista en triple salt.
Aficionada a l'atletisme de petita, Alícia Hernández va estudiar el grau en Educació Física i Ciències de l'Esport. Va competir principalment en proves de velocitat, arribant a ser campiona d'Espanya per relleus 4x100 en dues ocasions, 1985 i 1988, així com campiona de Catalunya dels 200 metres el 1988. El 1989 es passà a la prova de longitud, però abans dels trenta anys es va retirar pel fet que considerava que s'hi havia introduït massa tard.
Posteriorment es va traslladar als Estats Units i va poder viure intensament els Jocs Olímpics d'estiu de 1996, que es van fer a Atlanta. En tornar a Barcelona va descobrir la possibilitat de competir en proves Màster i va reprendre la seva carrera esportiva.
L'any 2014 va obtenir la medalla de bronze al Campionat del Món de pista coberta de Budapest, en la categoria W-50. Dos anys més tard, el 2016, va repetir la mateixa posició en el Campionat d'Europa de pista coberta, en la categoria W-55. Al Campionat d'Europa a l'aire lliure de 2017, a Aarhus, i al Campionat del Món de 2018, a Màlaga, va guanyar la medalla de plata. També va pujar al podi al Campionat del Món Màster de pista coberta de 2019, a Torun, aquest cop en tercera posició i poc després, al Campionat d'Europa de Caorle va quedar segona.
El febrer de 2021, en un control màster de pista coberta al Palau Sant Jordi de Barcelona va batre el rècord mundial en triple salt per a persones majors de seixanta anys amb una marca de 10,25 metres, superant la plusmarca mundial que fins aquell moment tenia l'alemanya Petra Herrmann. Set dies més tard en el Campionat de Catalunya individual i de relleus va superar la seva pròpia marca i va establir un nou rècord de 10,27 metres.